# ブルドッグ・ブラワー
ディック "ザ・ブルドッグ" ブラワー（Dick "The Bulldog" Brower、本名：Richard Gland、1933年9月17日 - 1997年9月15日）は、アメリカ合衆国のプロレスラー。デラウェア州ウィルミントン出身。
ニューヨークやオハイオなどのアメリカ北東部や、デトロイトやトロントなどの五大湖地区を主戦場に、ヒールのブルファイターとして活躍した。

## 来歴
5歳で20キロの丸太を担いだという伝説を持つ怪童。学生時代はウェイトリフティングとレスリングで活動し、カイロプラクティックのスクールを中退後、1958年にプロレスラーとしてデビュー。人の体を治す立場から一転して壊す立場となり、デラウェア・デストロイヤー（The Delaware Destroyer）の異名を持つ巨漢ヒールとしてカルガリーやトロントなどカナダの主要テリトリーで活動。
カルガリーでは1961年にマイティ・ウルススことジェス・オルテガと抗争を展開。トロントではジョニー・バレンタインと組み、1963年2月28日にブルーノ・サンマルチノ&ホイッパー・ビリー・ワトソンからNWAインターナショナル・タッグ王座を奪取した。1964年には太平洋岸北西部のバンクーバーにて、ジン・キニスキー、ドン・レオ・ジョナサン、エンリケ・トーレス、ベアキャット・ライト、キンジ渋谷などと対戦している。
1960年代中盤よりWWWFに参戦し、1966年11月7日にニューヨークのマディソン・スクエア・ガーデンにて、ブルーノ・サンマルチノのWWWF世界ヘビー級王座に挑戦。フィラデルフィアやピッツバーグでもサンマルチノに再三挑戦し、エドワード・カーペンティアやボボ・ブラジルとも対戦した。1968年1月にはグレート東郷のブッキングでTBSプロレス時代の国際プロレスに初来日している（同時参加はルー・テーズ、ダニー・ホッジ、ワルドー・フォン・エリック、ハンス・シュミットなど）。
以降もアメリカ北東部や五大湖エリアを主戦場に、NWFでは1969年から1970年にかけて、ジョニー・パワーズやアーニー・ラッドと北米ヘビー級王座を巡る抗争を展開。NWFに参戦していたザ・シークとも、トロントやクリーブランドなど各地で流血戦を繰り広げた。WWWFへの出場も続け、1971年には新王者ペドロ・モラレスにも東部各地で挑戦している。
1972年2月にはエース格としてハーリー・レイスらと共に日本プロレスに参戦、2月29日に大田区体育館にてジャイアント馬場のインターナショナル・ヘビー級王座に挑んだ。1970年代前半は南半球にも度々遠征して、オーストラリアではスパイロス・アリオン、ニュージーランドではジョン・ダ・シルバとタイトルを争った。
1975年、エディ・アインホーンとNWFの残党がミル・マスカラスを世界王者としてアメリカ北東部で旗揚げしたIWAに参戦。エースのマスカラスやNWF時代の旧敵ラッドをはじめ、サンダーボルト・パターソン、マイティ・イゴール、ディノ・ブラボーらと抗争した。ビンス・マクマホンの対抗勢力に協力した形となったが、IWAの崩壊後はキャプテン・ルー・アルバーノをマネージャーにWWWF / WWFに再登場。1979年4月30日のMSG定期戦ではボブ・バックランドのWWFヘビー級王座に挑戦した。
1980年はカルロス・コロンの主宰するプエルトリコのWWCにて、4月14日にルーク・グラハムのパートナーとしてWWC北米タッグ王座を獲得している。WWFには1981年にも登場し、10月4日にイースト・ラザフォードにて、ラリー・シャープと組んでリック・マーテル&トニー・ガレアのWWFタッグ王座に挑戦。その後は1983年10月、デトロイトで行われたNWAアメリカン・タッグ王座（フリッツ・フォン・エリックの主宰するテキサス州ダラス地区のタイトル）争奪トーナメントにてロディ・パイパーとのコンビで優勝したとして、チャンピオン・チームに認定された。
1988年に現役を引退。晩年は糖尿病との闘病を続けていたが、1997年9月15日、股関節手術後の合併症により死去。63歳没。

## 逸話
全盛期の1960年代、ターンバックルのクッションを外し、露出させた金具に相手の頭を打ちつけようとして失敗、自らの後頭部を金具に引っ掛けて負傷。頭蓋骨が見えるほどの重傷を負うも、そのまま試合を続け、数日後には普通にリングに上がったという。

## 得意技
- アバランシュ・ホールド
- エルボー・ドロップ
- パンチ攻撃
- 噛みつき・かきむしり・凶器など反則攻撃全般

## 獲得タイトル
ナショナル・レスリング・フェデレーション
- NWF北米ヘビー級王座：3回[12]

メープル・リーフ・レスリング
- NWAインターナショナル・タッグ王座（トロント版）：5回（w / スウィート・ダディ・シキ、ジョニー・バレンタイン、ドクター・ジェリー・グラハム、ホイッパー・ビリー・ワトソン×2）[6]

ワールド・チャンピオンシップ・レスリング（オーストラリア）
- NWA豪亜ヘビー級王座：1回[16]

オールスター・プロレスリング
- NWA英連邦ヘビー級王座（ニュージーランド版）：1回[17]

ワールド・レスリング・カウンシル
- WWC北米タッグ王座：1回（w / クレージー・ルーク・グラハム）[20]

NWAビッグタイム・レスリング
- NWAアメリカン・タッグ王座：1回（w / ロディ・パイパー）[22]

インターナショナル・レスリング・アソシエーション
- IWA北米ヘビー級王座：1回[23]